# Corsa con le racchette da neve

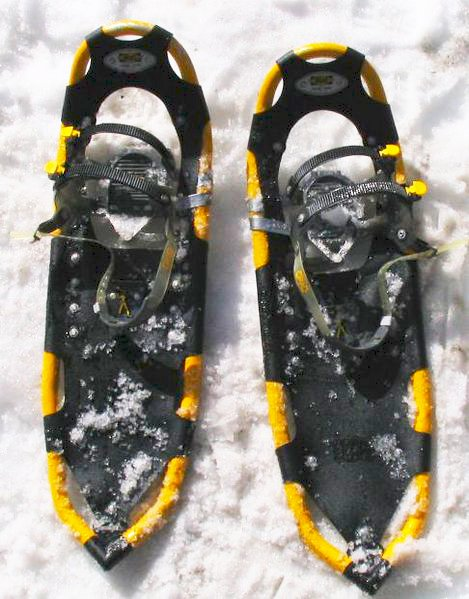
Un paio di ciaspole

La corsa con le racchette da neve, detta anche ciaspolata, è uno sport invernale praticato, agonisticamente o no, con le racchette da neve, o ciàspole.
Vengono organizzate, soprattutto nell'America settentrionale, corse con le racchette da neve su diverse lunghezze, dalle gare-sprint sui 100 m a quelle di resistenza sui 100 km; esistono anche competizioni su pista. Ciaspolate costituiscono anche segmenti di sport multidisciplinari e di escursioni naturalistiche agonistiche; nella variante invernale del quadrathlon uno dei quattro segmenti è percorso proprio con le ciaspole.
L'organizzazione agonistica delle corse con le ciaspole è relativamente recente.
- In Europa esiste un European Snowshoe Committee, "Comitato europeo delle racchette da neve".
  - In Italia una tra le più note e più importanti corse a livello internazionale è La Ciaspolada, che si svolge a Fondo, in Provincia di Trento, ogni giorno dell'Epifania dal 1973.
- Negli Stati Uniti la United States Snowshoe Association ("Associazione statunitense delle racchette da neve") è stata fondata nel 1977 e ha sede a Corinth (New York), città che si proclama "Capitale mondiale delle racchette da neve".
- In Giappone l'organo di riferimento è il Chikyu Network.

La corsa con le racchette da neve fa parte del programma dei Giochi artici invernali e delle Special Olympics invernali.